# Gloma pectinipes
Gloma pectinipes är en tvåvingeart som beskrevs av Axel Leonard Melander 1945. Gloma pectinipes ingår i släktet Gloma och familjen Brachystomatidae.
Artens utbredningsområde är Alaska. Inga underarter finns listade i Catalogue of Life.